# Xã Antrim, Quận Franklin, Pennsylvania
Xã Antrim (tiếng Anh: Antrim Township) là một xã thuộc quận Franklin, tiểu bang Pennsylvania, Hoa Kỳ. Năm 2010, dân số của xã này là 14.893 người.